# Otto Geiselhart
Otto Geiselhart, né le 8 décembre 1890 à Dinkelscherben en Bavière et mort le 18 mars 1933 à la prison de Guntzbourg, est un homme politique allemand.

## Biographie
Élevé à Burgau, il devient fromager de profession, comme l'est son père. Soldat durant la Première Guerre mondiale, il est rapatrié du front en 1917 comme invalide de guerre, et trouve un nouvel emploi à la caisse d'assurance maladie de Guntzbourg. Syndiqué, adhérant au Parti social-démocrate (SPD), président du Conseil des ouvriers et des soldats de Guntzbourg de novembre 1918 à janvier 1919, il est élu en janvier 1919 membre du Conseil ouvrier de l'État de Souabe dans le cadre de la Révolution allemande, et simultanément député au parlement de Bavière, où il siège jusqu'en juin 1920. De 1919 à 1924 il est par ailleurs conseiller municipal à Burgau. Il s'avère être un représentant politique énergique et éloquent,,. Tenant de la ligne modérée du parti, il considère que l'urgence est de répondre aux problèmes de pauvreté, de chômage et de faim, plutôt qu'amorcer immédiatement une socialisation des biens qui, bien qu'elle soit une promesse de la révolution, risquerait d'accroître à court terme ces problèmes.
Candidat malheureux aux élections législatives allemandes de décembre 1924, il est élu en 1925 conseiller municipal à Guntzbourg. À nouveau candidat sans succès aux élections législatives de 1928, il entre finalement au Reichstag à l'occasion d'une élection partielle en février 1929 dans la circonscription Haute-Bavière-Souabe, due à la mort du député Alwin Saenger (de). Il n'est pas réélu aux élections de 1930,.
Arrêté par les nazis le 12 mars 1933 dans le contexte du climat de terreur qui entoure leur arrivée au pouvoir, il se suicide en prison le 18 mars, à l'âge de 42 ans. Il est l'un des anciens députés commémorés par le Mémorial en souvenir des 96 membres du Reichstag assassinés par les nazis, devant le palais du Reichstag.